# El apoyo mutuo
El apoyo mutuo: un factor en la evolución es un libro que trata el tema del apoyo mutuo y la cooperación dentro del proceso evolutivo, escrito por el anarcocomunista ruso Piotr Kropotkin durante su exilio en Inglaterra. Fue publicado por primera vez por William Heinemann en Londres en octubre de 1902. Los distintos capítulos habían sido publicados originalmente entre 1890 y 1896 como una serie de ensayos en la revista literaria mensual británica The Nineteenth Century.

## Características
Escrita en parte como respuesta al darwinismo social y en particular al ensayo del siglo xix «La lucha por la existencia», de Thomas H. Huxley, el libro de Kropotkin se basó en su experiencia del día a día en expediciones científicas en Siberia para ilustrar el fenómeno de la cooperación. Tras examinar las pruebas de la cooperación en comunidades de animales no humanos, «salvajes», «bárbaros», en las autónomas ciudades medievales y en la época moderna, llega a la conclusión de que la cooperación y la ayuda mutua son tan importantes en la evolución de la especie, como lo es la competencia y la lucha mutua, en caso de no ser más.

«Pero la sociedad, en la humanidad, de ningún modo se ha creado sobre el amor ni tampoco sobre la simpatía. Se ha creado sobre la conciencia -aunque sea instintiva- de la solidaridad humana y de la dependencia recíproca de los hombres. Se ha creado sobre el reconocimiento inconsciente semiconsciente de la fuerza que la práctica común de dependencia estrecha de la felicidad de cada individuo de la felicidad de todos, y sobre los sentimientos de justicia o de equidad, que obligan al individuo a considerar los derechos de cada uno de los otros como iguales a sus propios derechos.»
Piotr Kropotkin, Introducción a El apoyo mutuo

Considerada como una de sus más grandes obras, Kropotkin muestra toda su esencia como ideólogo sin dejar de lado el plano científico y analítico del tema en sí. Desde allí el principio del apoyo mutuo y voluntario se convierte en principio político.
Esta obra de Kropotkin ha sido considerada como pionera y antecedente del concepto de altruismo en etología, de la genética de poblaciones y de la sociobiología.